# Капрусь Ігор Ярославович
Ігор Ярославович Капрусь — український зоолог і еколог, фахівець з колембол, професор, доктор біологічних наук, завідувач відділу біосистематики та еволюції Державного природознавчого музею НАН України (Львів). Автор близько 150 наукових праць, зокрема кількох монографій, довідників і статей у таких провідних міжнародних виданнях як «Zootaxa», «ZooKeys», «Applied Soil Ecology» тощо. Описав кілька десятків нових для науки видів колембол.

## Життєпис
У 1985 році закінчив Львівський університет і з того ж часу працює на різних посадах в Державному природознавчому музеї НАН України (Львів). У 1995 році захистив кандидатську дисертацію на тему «Структура населення ногохвісток (Collembola) як індикатор стану корінних і трансформованих лісів Українських Карпат» (спеціальність — екологія). У 2013 році захистив докторську дисертацію «Хорологія різноманіття колембол (філогенетичний, типологічний і фауністичний аспекти)» (спеціальність — зоологія) у вченій раді Інституту зоології НАН України у Києві.

## Деякі найважливіші наукові праці

### Монографії та довідники
- Чернобай Ю. Н., Капрусь И. Я., Ризун В. Б. и др. Экология и фауна беспозвоночных западного Волыно-Подолья. — Киев: Наукова думка, 2003. — 390 с.
- Капрусь І. Я., Шрубович Ю. Ю., Таращук М. В. Каталог колембол (Collembola) і протур (Protura) України. — Львів: Вид-во Державного природознавчого музею НАН України, 2006. — 164 с.
- Червона книга України. Тваринний світ / ред. І. А. Акімов. — Київ: Глобалконсалтинг, 2009. — 600 с. (у складі колективу авторів)
- Членистоногі природного заповідника «Розточчя» / ред. Ю. М. Чернобай, В. Б. Різун, І. Я. Капрусь. — Львів: ДПМ, 2010. — 395 с. (у складі колективу авторів)
- Червона книга Українських Карпат. Тваринний світ / ред. О. Ю. Мателешко, Л. А. Потіш. — Ужгород: Карпати, 2011. — 336 с. (у складі колективу авторів)

### Статті
- Потапов М. Б., Капрусь И. Я. Виды рода Tetracanthella (Collembola, Isotomidae) Украинских Карпат // Зоологический журнал. — 1993. — 72, № 1. — С. 30-35.
- Kaprus’ I.J., Weiner W.M. Two interesting species of Onychiurinae (Collembola) from Ukraine and some remarks on Allaphorura franzi (Stach, 1946) // Acta Zoologica Cracoviensia. — 1994. — 37, № 2. — P. 59-64.
- Kaprus’ I.J. The fauna of springtails (Collembola) from selected habitats in Roztocze // Fragmenta faunistica. — 1998. — Vol. 41, No 3. — P. 15–28.
- Kaprus’ I.J., Potapov M.B. A new species of Folsomia from the Eastern Carpathians (Ukraine and Poland) (Collembola: Isotomidae) // Genus. — 1999. — Vol. 10, No 3. — Р. 355—359.
- Kaprus’ I., Shrubovych J., Tarashchuk M., Bondarenko-Borisova I., Starostenko O., Anopriyenko-Sandul N., Bezkrovna J. A checklist of the Ukrainian springtails (Collembola) // Polskie Pismo Entomologiczne. — 2004. — Vol. 73. — P. 215—244.
- Кaprus’ I.J., Pomorski R.J. Review of the Palearctic Protaphorura Absolon, 1901 species of octopunctata group (Collembola: Onychiuridae) // Annales Zoologici. — 2008. — Vol. 58, № 4. — Р. 667—688.
- Kaprus' I.J. Revision of the Palearctic Onychiurus species of obsiones group (Collembola: Onychiuridae) // Invertebrate Zoology. — 2008. — Vol. 5, № 1. P. 53–64.
- Kaprus’ I.J. Superodontella Stach, 1949 (Collembola, Odontellidae) of Ukraine: new species, comparative morphological analisys and distribution // Acta Zoologica Cracoviensia. — 2009. — Vol. 52B, № 1-2. — Р. 21–34.
- Kaprus’ I.J., Weiner W.M. The genus Pseudachorutes Tullberg, 1871 (Collembola, Neanuridae) in the Ukraine with descriptions of new species // Zootaxa. — 2009. — Vol. 2166. — P. 1–23.
- Sterzynska M., Shrubovych J., Kaprus’ I. Effect of hydrologic regime and forest age on Collembola in riparian forests // Applied Soil Ecology. ‑ 2014. — 75. — P. 199—209.
- Weiner W.M., Kaprus’ I.J. Revision of Palearctic species of the genus Dimorphaphorura (Collembola: Onychiurinae: Oligaphorurini) with description of new species // Journal of Insect Science. — 2014. — Vol. 14, Art. 74. — P. 1‑30.
- Pomorski J.R., Kaprus’ I.J. Revision of the genus Spinonychiurus Weiner 1996 (Collembola: Onychiuridae) with description of five new species // Zootaxa. — 2014. — Vol. 3914 (2). — P. 101—121.
- Кaprus’ I.J., Goblyk K.M. On the genus Neonaphorura Bagnall, 1935 (Collembola: Tullbergiidae) with description of two new species from Ukraine // Annales Zoologici. — 2015. — Vol. 65, № 1. — Р. 1–8.
- Kaprus’ I.J., Weiner W., Paśnik G. Collembola of the genus Protaphorura Absolon, 1901 (Onychiuridae) in the Eastern Palearctic: morphology, distribution, identification key // ZooKeys — 2016. — No 620. — P. 119—150.
- Kaprus’ I., Shayanmehr M., Kahrarian M. Yoosefi Lafooraki E. Three new species of Onychiuridae Lubbock, 1871 (Collembola, Poduromorpha) from Iran // Zootaxa. — 2017. — Vol. 4291 (2). — P. 335—346.
- Kaprus’ I., Paśnik G. New Siberian «spineless» species of Thalassaphorura Bagnall, 1949 (Collembola, Onychiuridae), with a key to world species of the genus // Zootaxa. — 2017. — Vol. 4362 (2). — P. 225—245.

## Наукометричні показники
Станом на 2024 рік має такі наукометричні показники: індекс Гірша 9 у Scopus (242 цитування, 35 документів) і 14 у Google Scholar (777 цитувань).